# Helen Resor
Helen Resor (née le 18 octobre 1985 à Greenwich dans le Connecticut aux États-Unis) est une joueuse américaine de hockey sur glace qui évoluait dans la sélection nationale féminine en tant que défenseure.
Elle a remporté une médaille de bronze olympique en 2006 à Turin et plusieurs médailles lors des championnats du monde féminin .

## Biographie

### Carrière internationale
Avec l'équipe des États-Unis de hockey sur glace féminin, elle remporte le Championnat du monde 2005 et obtient la médaille de bronze olympique aux Jeux olympiques d'hiver de 2006 à Turin. 

## Statistiques

### En club
| Saison    | Équipe           | Ligue |    | Saison régulière | Saison régulière | Saison régulière | Saison régulière | Saison régulière |   | Séries éliminatoires | Séries éliminatoires | Séries éliminatoires | Séries éliminatoires | Séries éliminatoires |
| Saison    | Équipe           | Ligue | PJ | B                | A                | Pts              | Pun              | PJ               | B | A                    | Pts                  | Pun                  |                      |                      |
| 2004-2005 | Bulldogs de Yale | NCAA  | 24 | 7                | 11               | 18               | 52               |                  |   |                      |                      |                      |                      |                      |
| 2006-2007 | Bulldogs de Yale | NCAA  | 24 | 5                | 15               | 20               | 32               |                  |   |                      |                      |                      |                      |                      |
| 2007-2008 | Bulldogs de Yale | NCAA  | 27 | 8                | 8                | 16               | 76               |                  |   |                      |                      |                      |                      |                      |
| 2008-2009 | Bulldogs de Yale | NCAA  | 28 | 7                | 14               | 21               | 46               |                  |   |                      |                      |                      |                      |                      |

### En équipe nationale
| Année | Équipe     | Compétition          |   | PJ | B | A | Pts | Pun | +/-                |  | Résultat |
| 2005  | États-Unis | Championnat du monde | 5 | 0  | 1 | 1 | 2   | +4  | Médaille d'or      |  |          |
| 2006  | États-Unis | Jeux olympiques      | 5 | 0  | 2 | 2 | 10  | +10 | Médaille de bronze |  |          |
| 2007  | États-Unis | Championnat du monde | 5 | 0  | 2 | 2 | 4   | +4  | Médaille d'argent  |  |          |
| 2009  | États-Unis | Championnat du monde | 5 | 0  | 0 | 0 | 2   | +1  | Médaille d'or      |  |          |